# Richard Lengyel
Richard Lengyel (* 1902; † 1940 in Cagnes, Frankreich; verwendete Pseudonyme: u. a. A. Rudolf, Raoul Laszlo, L. Charles) war ein ungarischer Kommunist, Journalist und Schriftsteller.

## Leben
Aufgewachsen in Österreich-Ungarn, erlebte er den Ersten Weltkrieg und die Revolutionswirren als Kind vermögender Eltern. Nach dem Abitur arbeitete er 1920 in Wien. Ab dem Jahr 1922 war er Korrespondent einer Großbank in Berlin. Er erhielt in dieser Zeit von seinem Vater einen erheblichen Zuschuss zum Gehalt und überstand dadurch die Inflationsjahre. Er sah aber das Elend der Kollegen und trat der Gewerkschaft der Bankbeamten bei. Er nahm auch an einigen Demonstrationen teil. Lengyel lebte sorglos, aber erlebte doch, dass viele seiner Kollegen arbeitslos wurden. In dieser Krise trat er der Kommunistischen Partei bei. 1930 übersiedelte er nach Paris, wo er seine politische Tätigkeit fortsetzte. Dort wurde er 1931 verhaftet und ausgewiesen. Er hatte sich schon lange für die Sowjetunion interessiert, wollte dort hinfahren und beschloss ein Buch darüber zu schreiben. Nach einem kurzen Aufenthalt in der Schweiz schiffte er sich in Stettin auf der „Juschar“ ein und erreichte Leningrad am 15. September 1931.
Über seine ersten Eindrücke der Reisen durch das Land schrieb er das 1932 erschienene Büchlein 15 Arbeiterdelegierte in der Sowjetunion. Nach seinen Aussagen wurde es nicht zensiert und war sehr oberflächlich. Danach arbeitete er in der „Kommission für auswärtige Verbindungen“ des Zentralrates der Gewerkschaften der UdSSR. Diese Kommission organisierte Delegationsreisen durch die UdSSR. Sie steuerte auch die Organisation Bund der Freunde der Sowjetunion. Lengyel wurde mit dem Französischen Referat betraut und veröffentlichte 1933 unter dem Pseudonym L. Charles mehrere Artikel im „Appel des Soviets“, Paris. Seine Begeisterung für die Sowjetunion hielt noch an.
In seinem 1936 in Wien erschienenen Büchlein Drei Jahre Sowjet-Union beschreibt er bereits erste Enttäuschungen über die sowjetische Führung und die Arbeits- und Lebensbedingungen im Land ab 1931. Er sah die täglichen Abweichungen von der offiziellen Propaganda in Form von Wohnungsnot, Lebensmittelknappheit und von 1932 an Massenentlassungen. Er beschrieb die Vertreibung von arbeitslosen Einwohnern der Städte aufs Land. Dem stellte er die neue Oberschicht gegenüber. Diese setzte sich aus hohen Funktionären der Partei und Organisationen, Werksleitern, hohen Armeeoffizieren  zusammen. Diese hatten hohe Gehälter, Privilegien, Urlaubsreisen, Kuren, extra ausgestattete Einkaufsläden und weitere Vorteile. Er beschrieb die teilweise Inkompetenz der Leitung, das Missmanagement, die gemeinen Intrigen und das Denunziantentum. Gleichzeitig stellte er fest, dass er Teil dieser „neuen Aristokratie“ geworden war und die Vorteile nutzte. Im Gegensatz zu seinen Arbeitskollegen ging es ihm materiell verhältnismäßig gut. Angeekelt von den Verhältnissen und nach einer Auseinandersetzung bat er im Herbst 1933 um seine Entlassung. Er beschloss, seinen Pass verlängern zu lassen und ins Ausland zu fahren. Bis zur Ausreise sollten noch Monate vergehen. Er überbrückte die Zeit als freier Schriftsteller und Übersetzer. Dadurch hatte er Zeit und durch seine Tätigkeit ausreichend Geld, um sich in Moskau näher mit der Neuen ökonomischen Politik und ihren Auswirkungen zu beschäftigen. Im Dezember 1933 wurde ihm eine feste Stelle als stellvertretender Chefredakteur in der deutschsprachigen Roten Zeitung in Leningrad angeboten. Er hatte seit einem Jahr Artikel dort veröffentlicht und wollte einen letzten Versuch starten. Er hoffte, dort eine bessere Atmosphäre als in der Hauptstadt anzutreffen. Er wurde enttäuscht. Seine Erfahrungen wiederholten sich.
Anfang 1934 sah er weitere Widersprüche zwischen der sowjetischen Regierung und der Komintern. Für ihn waren beide zwar identisch, aber die eine Seite betrieb sanfte Diplomatie mit den ausländischen kapitalistischen Regierungen und die andere wollte kämpfende Kommunisten weltweit anführen. In dieser Situation geschah das Attentat auf Sergei Mironowitsch Kirow, an dessen Begräbnis er teilnahm. Er bewertete das Attentat als Ausdruck der tiefen Unzufriedenheit der Bevölkerung mit der sowjetischen Regierung und den folgenden maßlosen Terror als Eingeständnis der Führung dies auch so verstanden zu haben.
Richard Lengyel war Teil der kommunistischen Bewegung. Als Funktionär war er länger als drei Jahre in der UdSSR in der Presse, im Propaganda-Apparat und der Industrie-Inspektion beschäftigt. Zudem war er in dieser Zeit bei der deutschsprachigen Roten Zeitung in Leningrad tätig.
Seine Rückkehr aus der Sowjetunion im Dezember 1934 erfolgte unter dem Eindruck der Repressalien nach der Ermordung Sergei Mironowitsch Kirows. Er wandte sich fortan vom Stalinismus ab und bekämpfte ihn unter anderem mit der Veröffentlichung von Büchern über die Sowjetunion und den ersten Moskauer Prozess. Unter anderem schrieb er als Autor der Exil-Zeitung „Die Sozialistische Warte – Blätter für kritisch-aktiven Sozialismus“ (1934–40).
Artikel von A. Rudolf in dieser Zeit:
- Zur Sowjetverfassung. In: Sozialistische Warte. 1936, S. 336–342
- Kampfmethoden. In: Sozialistische Warte. 1937, S. 69 = Aufruf und Protest gegen das Denunziantentum der Komintern gegen Erich Wollenberg und andere Emigranten.
- Artikel in Die deutsche Revolution von Otto Strasser, Prag, ca. 1936–1937
- Gide, Feuchtwanger. In: Sozialistische Warte: 1937, S. 70–72 (darin verteidigt er André Gides Buch Retuschen zu meinem Rußlandbuch und wendet sich gegen die „Jasage-Psychose“ in Lion Feuchtwangers Buch Moskau 1937)[6]

Zusammen mit André Gide war Richard Lengyel wegen seiner Bücher und Artikel gegen den Stalinismus einer Diffamierungskampagne seitens der Komintern ausgesetzt. An dieser beteiligten sich u. a. Jules Humbert-Droz (Sekretär der kommunistischen Internationale Komintern, KP Schweiz) und Theo Pinkus (Buchhändler und Verleger in der Schweiz 1909–1991).
Der Historiker Reinhard Müller beschrieb in der Netzeitung vom 10. Juli 2007: „Bereits Anfang 1937 wies Wehner […] das NKWD auf die Namen von 17 Personen in der Sowjetunion hin, da sie ‚Beziehungen‘ zu Raoul Laszlo (ein Pseudonym Lengyels) unterhielten. Gegen diesen ‚trotzkistischen Gestapoagenten‘, der später unter ungeklärten Umständen in Frankreich ums Leben kam, führte das NKWD in Prag eine Operation durch, die zu seiner Inhaftierung führte. Wehners personenbezogene Hinweise bedienten nicht nur das stalinistische Feindbild der Kontaktschuld, sondern sollten zur Ausfindigmachung und zur Verhaftung dieser Personen führen.“
Beispiele der Hetzkampagne gegen Lengyel:
- Aus der Hexenküche des Antibolschewismus. Paul Thur (Theodor Pinkus), Basel 1937
- Spione und Verschwörer (red. u. hrsg. von Karl Kreibich). Prag 1937
- Ein vierfacher Beweis. Der Trotzkismus hat nichts mit der Arbeiterbewegung zu tun. Der Fall Rudolf und der tiefe Fall der Sozialistischen Warte. In: Deutsche Volkszeitung. Prag, 17. Oktober 1937
- Neue Dokumente im Fall Rudolf. In: Deutsche Volkszeitung. Prag, 24. Oktober 1937
- Der trotzkistische Gestapospitzel A. Rudolf gesteht und flieht aus der Tschechoslowakei. In: Rundschau. Basel 1937, S. 1480[9]

Aufgrund der Diffamierungskampagne befürchtete Lengyel seine Verhaftung und verließ 1937 die Tschechoslowakei.
Danach wurde er in Frankreich in einem Lager interniert. Für seine Freilassung engagierte sich erfolgreich André Gide. Über seinen Tod im Jahr 1940 ist bisher lediglich der Ort Cagnes, Frankreich bekannt.

## Werke (unter PseudonymA.Rudolf; Auswahl)
- Fünfzehn Arbeiterdelegierte in der Sowjetunion. Verlagsgenossenschaft ausländ. Arbeiter, Moskau 1932
- Drei Jahre Sowjet-Union. Reinhold, Wien u. a. 1936
- Abschied von Sowjetrussland. Tatsachenroman. Schweizer Spiegel Verlag, Zürich 1936
- Farvel!- Sovjetrusland!. Forlaget FREMAD, Kopenhavn 1936 (=Abschied von Sowjetrussland auf Dänisch)
- Die Wiederentdeckung Europas. Selbstverlag, Prag 1936, 150 S.,Snamiia Rossiji, Praha II, Krakovska 8
- Der Moskauer Prozess, seine Hintergründe und Auswirkungen. Druck Buchdruckerei Pokrad, 20 S. Prag 1936 (Oktober).